# كلية الزراعة (جامعة الوادي الجديد)
كلية الزراعة جامعة الوادي الجديد هي كلية مصرية أنشئت سنة 2000 في الواحات الخارجة، الوادي الجديد وكانت تتبع جامعة اسيوط فرع الوادي الجديد وفي 2019 انفصلت مع بقية الكليات بإنشاء جامعة الوادي الجديد واصبحت تتبع جامعة الوادي الجديد

## مبني الكلية
يتكون من دور أرضي وثلاثة أدوار متكررة ويشمل على وحدات تصنيع للمنتجات الزراعية والمكاتب الإدارية وعدد 18 قاعة تدريس و10 معامل، وتصل مساحة المبني 5600 متر مربع.